# Самарский (Переволоцкий район)
Самарский —хутор в Переволоцком районе Оренбургской области в составе сельского поселения  Переволоцкий поссовет.

## География
Находится на правом берегу реки Самара на расстоянии менее 4 километров по прямой на восток от районного центра поселка Переволоцкий.

## Население
Население составляло 12 человек в 2002 году (92% русские),  18 по переписи 2010 года.